# Mistrovství Evropy ve fotbale 1996
Mistrovství Evropy ve fotbale 1996  bylo desátým fotbalovým mistrovstvím evropského kontinentu a probíhalo od 8. do 30. června 1996 v Anglii, která bývá považována za kolébku fotbalu. Turnaje se poprvé zúčastnilo šestnáct družstev včetně české reprezentace. Mistrem Evropy se stal výběr Německa, který ve finále porazil Česko 2:1 v prodloužení. Pro českou reprezentaci je stříbrná medaile z ME 1996 dosud nejlepším výsledkem v mezinárodních soutěžích od rozdělení Československa.

## Stupně vítězů
| Zlato                          | Stříbro | Bronz          | 4. místo                                             |
| ------------------------------ | ------- | -------------- | ---------------------------------------------------- |
| Německo třetí titul v historii | Česko   | Francie Anglie | Oba poražení semifinalisté obdrželi bronzové medaile |

## Kvalifikace
Před započetím turnaje byly sehrány kvalifikační zápasy. Tehdejších 47 členů UEFA bylo rozlosováno do osmi skupin po šesti, resp. pěti týmech. Ve skupinách hrál každý s každým doma a venku. Po sehrání všech zápasů ve skupinách byly v rámci skupiny sestaveny tabulky (za vítězný zápas byly počítány tři body, za remizovaný jeden a za porážku nula) a vítězové jednotlivých skupin a šestice nejlepších týmů na druhých místech postoupili na závěrečný turnaj, kde se přidali k hostitelské Anglii. Zbylé dva týmy na druhých místech hrály baráž na neutrální půdě o poslední volné místo.

## Stadiony
| Londýn                           | Manchester                            | Liverpool                       | Birmingham                   |
| -------------------------------- | ------------------------------------- | ------------------------------- | ---------------------------- |
| Stadion Wembley Kapacita: 76 567 | Old Trafford Kapacita: 76 212         | Anfield Kapacita: 45 730        | Villa Park Kapacita: 42 399  |
|                                  |                                       |                                 |                              |
| Leeds                            | Sheffield                             | Newcastle                       | Nottingham                   |
| Elland Road Kapacita: 40 204     | Hillsborough Stadium Kapacita: 39 814 | St James' Park Kapacita: 52 610 | City Ground Kapacita: 30 576 |
|                                  |                                       |                                 |                              |

## Skupinová fáze

### Skupina A

#### Tabulka
| Poř. | Tým        | Z | V | R | P | VG | OG | B |
| ---- | ---------- | - | - | - | - | -- | -- | - |
| 1.   | Anglie     | 3 | 2 | 1 | 0 | 7  | 2  | 7 |
| 2.   | Nizozemsko | 3 | 1 | 1 | 1 | 3  | 4  | 4 |
| 3.   | Skotsko    | 3 | 1 | 1 | 1 | 1  | 2  | 4 |
| 4.   | Švýcarsko  | 3 | 0 | 1 | 2 | 1  | 4  | 1 |

#### Výsledky
| 8. červen 1996 16:00 |     |                              |                                                    |
| Anglie               | 1:1 | Švýcarsko                    | Stadion Wembley, Londýn rozhodčí: Manuel Diaz Vega |
| Alan Shearer 23'     |     | Kubilay Türkyilmaz (pen) 83' | Stadion Wembley, Londýn rozhodčí: Manuel Diaz Vega |

| 10. červen 1996 17:30 |     |         |                                               |
| Nizozemsko            | 0:0 | Skotsko | Villa Park, Birmingham rozhodčí: Leif Sundell |
|                       |     |         | Villa Park, Birmingham rozhodčí: Leif Sundell |

| 13. červen 1996 20:30 |     |                                      |                                                  |
| Švýcarsko             | 0:2 | Nizozemsko                           | Villa Park, Birmingham rozhodčí: Atanas Ouzounov |
|                       |     | Jordi Cruyff 66' Dennis Bergkamp 79' | Villa Park, Birmingham rozhodčí: Atanas Ouzounov |

| 15. červen 1996 16:00 |     |                                     |                                                      |
| Skotsko               | 0:2 | Anglie                              | Stadion Wembley, Londýn rozhodčí: Pierluigi Pairetto |
|                       |     | Alan Shearer 53' Paul Gascoigne 79' | Stadion Wembley, Londýn rozhodčí: Pierluigi Pairetto |

| 18. červen 1996 20:30 |     |                                                                                   |                                                |
| Nizozemsko            | 1:4 | Anglie                                                                            | Stadion Wembley, Londýn rozhodčí: Gerd Grabher |
| Patrick Kluivert 78'  |     | Alan Shearer (pen) 23' Teddy Sheringham 51' Alan Shearer 57' Teddy Sheringham 62' | Stadion Wembley, Londýn rozhodčí: Gerd Grabher |

| 18. červen 1996 20:30 |     |           |                                                |
| Skotsko               | 1:0 | Švýcarsko | Villa Park, Birmingham rozhodčí: Václav Krondl |
| Ally McCoist 36'      |     |           | Villa Park, Birmingham rozhodčí: Václav Krondl |

#### Křížová tabulka
| Země       | Anglie | Nizozemsko | Skotsko | Švýcarsko |
| ---------- | ------ | ---------- | ------- | --------- |
| Anglie     | Anglie | 4:1        | 2:0     | 1:1       |
| Nizozemsko | 1:4    | Nizozemsko | 0:0     | 2:0       |
| Skotsko    | 0:2    | 0:0        | Skotsko | 1:0       |
| Švýcarsko  | 1:1    | 0:2        | 0:1     | Švýcarsko |

Do čtvrtfinále postoupili Anglie a Nizozemsko

### Skupina B

#### Tabulka
| Poř. | Tým       | Z | V | R | P | VG | OG | B |
| ---- | --------- | - | - | - | - | -- | -- | - |
| 1.   | Francie   | 3 | 2 | 1 | 0 | 5  | 2  | 7 |
| 2.   | Španělsko | 3 | 1 | 2 | 0 | 4  | 3  | 5 |
| 3.   | Bulharsko | 3 | 1 | 1 | 1 | 3  | 4  | 4 |
| 4.   | Rumunsko  | 3 | 0 | 0 | 3 | 1  | 4  | 0 |

#### Výsledky
| 9. červen 1996 15:30 |     |                            |                                              |
| Španělsko            | 1:1 | Bulharsko                  | Elland Road, Leeds rozhodčí: Piero Ceccarini |
| Alfonso Pérez 74'    |     | Christo Stoičkov (pen) 65' | Elland Road, Leeds rozhodčí: Piero Ceccarini |

| 10. červen 1996 20:30 |     |                        |                                                           |
| Rumunsko              | 0:1 | Francie                | St James' Park, Newcastle upon Tyne rozhodčí: Helmut Krug |
|                       |     | Christophe Dugarry 25' | St James' Park, Newcastle upon Tyne rozhodčí: Helmut Krug |

| 13. červen 1996 17:30 |     |          |                                                               |
| Bulharsko             | 1:0 | Rumunsko | St James' Park, Newcastle upon Tyne rozhodčí: Peter Mikkelsen |
| Christo Stoičkov 3'   |     |          | St James' Park, Newcastle upon Tyne rozhodčí: Peter Mikkelsen |

| 15. červen 1996 19:00 |     |                              |                                         |
| Francie               | 1:1 | Španělsko                    | Elland Road, Leeds rozhodčí: Vadim Zhuk |
| Youri Djorkaeff 48'   |     | José Luis Pérez Caminero 85' | Elland Road, Leeds rozhodčí: Vadim Zhuk |

| 18. červen 1996 17:30 |     |                                                        |                                          |
| Rumunsko              | 1:2 | Španělsko                                              | Elland Road, Leeds rozhodčí: Ahmet Cakar |
| Florin Răducioiu 29'  |     | Javier Manjarin Pereda 11' Guillermo Amor Martinez 84' | Elland Road, Leeds rozhodčí: Ahmet Cakar |

| 18. červen 1996 17:30                                       |     |                      |                                                                |
| Francie                                                     | 3:1 | Bulharsko            | St James' Park, Newcastle upon Tyne rozhodčí: Dermot Gallagher |
| Laurent Blanc 21' Ljuboslav Penev (vl) 63' Patrice Loko 90' |     | Christo Stoičkov 69' | St James' Park, Newcastle upon Tyne rozhodčí: Dermot Gallagher |

#### Křížová tabulka
| Země      | Francie | Španělsko | Bulharsko | Rumunsko |
| --------- | ------- | --------- | --------- | -------- |
| Francie   | Francie | 1:1       | 3:1       | 1:0      |
| Španělsko | 1:1     | Španělsko | 1:1       | 2:1      |
| Bulharsko | 1:3     | 1:1       | Bulharsko | 1:0      |
| Rumunsko  | 0:1     | 1:2       | 0:1       | Rumunsko |

Do čtvrtfinále postoupili Francie a Španělsko

### Skupina C

#### Tabulka
| Poř. | Tým     | Z | V | R | P | VG | OG | B |
| ---- | ------- | - | - | - | - | -- | -- | - |
| 1.   | Německo | 3 | 2 | 1 | 0 | 5  | 0  | 7 |
| 2.   | Česko   | 3 | 1 | 1 | 1 | 5  | 6  | 4 |
| 3.   | Itálie  | 3 | 1 | 1 | 1 | 3  | 3  | 4 |
| 4.   | Rusko   | 3 | 0 | 1 | 2 | 4  | 8  | 1 |

O pořadí na 2. a 3. místě rozhodl výsledek vzájemného zápasu mezi mužstvy Česka a Itálie.

#### Výsledky
| 9. červen 1996 18:00                   |     |       |                                                     |
| Německo                                | 2:0 | Česko | Old Trafford, Manchester rozhodčí: David R. Elleray |
| Christian Ziege 26' Andreas Möller 32' |     |       | Old Trafford, Manchester rozhodčí: David R. Elleray |

| 11. červen 1996 17:30                            |     |                   |                                                     |
| Itálie                                           | 2:1 | Rusko             | Anfield, Liverpool rozhodčí: Leslie William Mottram |
| Pier Luigi Casiraghi 5' Pier Luigi Casiraghi 52' |     | Ilja Cymbalar 21' | Anfield, Liverpool rozhodčí: Leslie William Mottram |

| 14. červen 1996 20:30           |     |                   |                                                        |
| Česko                           | 2:1 | Itálie            | Anfield, Liverpool rozhodčí: Antonio Jesus Lopez Nieto |
| Pavel Nedvěd 5' Radek Bejbl 35' |     | Enrico Chiesa 18' | Anfield, Liverpool rozhodčí: Antonio Jesus Lopez Nieto |

| 16. červen 1996 16:00 |     |                                                               |                                                       |
| Rusko                 | 0:3 | Německo                                                       | Old Trafford, Manchester rozhodčí: Kim Milton Nielsen |
|                       |     | Matthias Sammer 56' Jürgen Klinsmann 77' Jürgen Klinsmann 90' | Old Trafford, Manchester rozhodčí: Kim Milton Nielsen |

| 19. červen 1996 20:30 |     |         |                                                 |
| Itálie                | 0:0 | Německo | Old Trafford, Manchester rozhodčí: Guy Goethals |
|                       |     |         | Old Trafford, Manchester rozhodčí: Guy Goethals |

| 19. červen 1996 20:30                                             |     |                                                      |                                           |
| Rusko                                                             | 3:3 | Česko                                                | Anfield, Liverpool rozhodčí: Anders Frisk |
| Alexandr Mostovoj 49' Omari Tetradze 54' Vladimir Běsčastnych 85' |     | Jan Suchopárek 5' Pavel Kuka 19' Vladimír Šmicer 88' | Anfield, Liverpool rozhodčí: Anders Frisk |

#### Křížová tabulka
| Země    | Německo | Česko | Itálie | Rusko |
| ------- | ------- | ----- | ------ | ----- |
| Německo | Německo | 2:0   | 0:0    | 3:0   |
| Česko   | 0:2     | Česko | 2:1    | 3:3   |
| Itálie  | 0:0     | 1:2   | Itálie | 2:1   |
| Rusko   | 0:3     | 3:3   | 1:2    | Rusko |

Do čtvrtfinále postoupili Německo a Česko.

### Skupina D

#### Tabulka
| Poř. | Tým         | Z | V | R | P | VG | OG | B |
| ---- | ----------- | - | - | - | - | -- | -- | - |
| 1.   | Portugalsko | 3 | 2 | 1 | 0 | 5  | 1  | 7 |
| 2.   | Chorvatsko  | 3 | 2 | 0 | 1 | 4  | 3  | 6 |
| 3.   | Dánsko      | 3 | 1 | 1 | 1 | 4  | 4  | 4 |
| 4.   | Turecko     | 3 | 0 | 0 | 3 | 0  | 5  | 0 |

#### Výsledky
| 9. červen 1996 20:30 |     |              |                                                      |
| Dánsko               | 1:1 | Portugalsko  | Hillsborough, Sheffield rozhodčí: Mario van der Ende |
| Brian Laudrup 22'    |     | Sá Pinto 53' | Hillsborough, Sheffield rozhodčí: Mario van der Ende |

| 11. červen 1996 20:30 |     |                   |                                                      |
| Turecko               | 0:1 | Chorvatsko        | City Ground, Nottingham rozhodčí: Serge Muhmenthaler |
|                       |     | Goran Vlaovic 86' | City Ground, Nottingham rozhodčí: Serge Muhmenthaler |

| 14. červen 1996 17:30 |     |         |                                               |
| Portugalsko           | 1:0 | Turecko | City Ground, Nottingham rozhodčí: Sándor Puhl |
| Fernando Couto 66'    |     |         | City Ground, Nottingham rozhodčí: Sándor Puhl |

| 16. červen 1996 19:00                                    |     |        |                                              |
| Chorvatsko                                               | 3:0 | Dánsko | Hillsborough, Sheffield rozhodčí: Marc Batta |
| Davor Šuker (pen) 54' Zvonimir Boban 81' Davor Šuker 90' |     |        | Hillsborough, Sheffield rozhodčí: Marc Batta |

| 19. červen 1996 17:30 |     |                                                       |                                                    |
| Turecko               | 0:3 | Dánsko                                                | Hillsborough, Sheffield rozhodčí: Nikolay Levnikov |
|                       |     | Brian Laudrup 50' Allan Nielsen 69' Brian Laudrup 84' | Hillsborough, Sheffield rozhodčí: Nikolay Levnikov |

| 19. červen 1996 17:30 |     |                                                                         |                                                   |
| Chorvatsko            | 0:3 | Portugalsko                                                             | City Ground, Nottingham rozhodčí: Bernd Heynemann |
|                       |     | Luís Figo 4' João Vieira Pinto 33' Domingos José Paciencia Oliveira 82' | City Ground, Nottingham rozhodčí: Bernd Heynemann |

#### Křížová tabulka
| Země        | Portugalsko | Chorvatsko | Dánsko | Turecko |
| ----------- | ----------- | ---------- | ------ | ------- |
| Portugalsko | Portugalsko | 3:0        | 1:1    | 1:0     |
| Chorvatsko  | 0:3         | Chorvatsko | 3:0    | 1:0     |
| Dánsko      | 1:1         | 0:3        | Dánsko | 3:0     |
| Turecko     | 0:1         | 0:1        | 0:3    | Turecko |

Do čtvrtfinále postoupili Portugalsko a Chorvatsko.

## Vyřazovací fáze

### Pavouk
|  | Čtvrtfinále                      | Čtvrtfinále                      |                                 |       | Semifinále | Semifinále |  |  | Finále | Finále |
|  | 22.6 - Londýn (Stadion Wembley)  |                                  |                                 |       |            |            |  |  |        |        |
|  |                                  |                                  |                                 |       |            |            |  |  |        |        |
|  | Španělsko                        | 0 (2)                            |                                 |       |            |            |  |  |        |        |
|  | Španělsko                        | 0 (2)                            | 26.6 – Londýn (Stadion Wembley) |       |            |            |  |  |        |        |
|  | Anglie (pen)                     | 0 (4)                            |                                 |       |            |            |  |  |        |        |
|  | Anglie (pen)                     | 0 (4)                            | Anglie                          | 1 (5) |            |            |  |  |        |        |
|  | 23.6 - Manchester (Old Trafford) |                                  | Anglie                          | 1 (5) |            |            |  |  |        |        |
|  |                                  | Německo (pen)                    | 1 (6)                           |       |            |            |  |  |        |        |
|  | Německo                          | Německo (pen)                    | 1 (6)                           | 2     |            |            |  |  |        |        |
|  | Německo                          |                                  | 30.6 – Londýn (Stadion Wembley) | 2     |            |            |  |  |        |        |
|  | Chorvatsko                       | 1                                |                                 |       |            |            |  |  |        |        |
|  | Chorvatsko                       | 1                                | Německo                         | 2     |            |            |  |  |        |        |
|  | 22. června - Liverpool (Anfield) |                                  | Německo                         | 2     |            |            |  |  |        |        |
|  |                                  | Česko                            | 1                               |       |            |            |  |  |        |        |
|  | Francie (pen)                    | Česko                            | 1                               | 0 (5) |            |            |  |  |        |        |
|  | Francie (pen)                    | 26.6 - Manchester (Old Trafford) |                                 | 0 (5) |            |            |  |  |        |        |
|  | Nizozemsko                       | 0 (4)                            |                                 |       |            |            |  |  |        |        |
|  | Nizozemsko                       | 0 (4)                            | Francie                         | 0 (5) |            |            |  |  |        |        |
|  | 23.6 - Birmingham (Villa Park)   |                                  | Francie                         | 0 (5) |            |            |  |  |        |        |
|  |                                  | Česko (pen)                      | 0 (6)                           |       |            |            |  |  |        |        |
|  | Česko                            | Česko (pen)                      | 0 (6)                           | 1     |            |            |  |  |        |        |
|  | Česko                            |                                  |                                 | 1     |            |            |  |  |        |        |
|  | Portugalsko                      | 0                                |                                 |       |            |            |  |  |        |        |
|  | Portugalsko                      | 0                                |                                 |       |            |            |  |  |        |        |

### Čtvrtfinále
| 22. červen 1996 16:00 |     |        |                                                            |
| Španělsko             | 0:0 | Anglie | Stadion Wembley, Londýn diváci: 75440 rozhodčí: Marc Batta |
|                       |     |        | Stadion Wembley, Londýn diváci: 75440 rozhodčí: Marc Batta |

|                                                                                 |       | Penaltový rozstřel                                    |  |
| Fernando Hierro Guillermo Amor Martinez Alberto Belsue Arias Miguel Angel Nadal | 2 – 4 | Alan Shearer David Platt Stuart Pearce Paul Gascoigne |  |

| 22. červen 1996 19:30 |     |            |                                                                      |
| Francie               | 0:0 | Nizozemsko | Anfield, Liverpool diváci: 37465 rozhodčí: Antonio Jesus Lopez Nieto |
|                       |     |            | Anfield, Liverpool diváci: 37465 rozhodčí: Antonio Jesus Lopez Nieto |

|                                                                               |       | Penaltový rozstřel                                                         |  |
| Zinédine Zidane Youri Djorkaeff Bixente Lizarazu Vincent Guérin Laurent Blanc | 5 – 4 | Johan De Kock Ronald de Boer Patrick Kluivert Clarence Seedorf Danny Blind |  |

| 23. červen 1996 16:00                          |     |                 |                                                              |
| Německo                                        | 2:1 | Chorvatsko      | Old Trafford, Manchester diváci: 43412 rozhodčí: Leif Sundel |
| Jürgen Klinsmann (pen) 20' Matthias Sammer 59' |     | Davor Šuker 51' | Old Trafford, Manchester diváci: 43412 rozhodčí: Leif Sundel |

| 23. červen 1996 19:30 |     |             |                                                            |
| Česko                 | 1:0 | Portugalsko | Villa Park, Birmingham diváci: 26832 rozhodčí: Helmut Krug |
| Karel Poborský 53'    |     |             | Villa Park, Birmingham diváci: 26832 rozhodčí: Helmut Krug |

### Semifinále
| 26. červen 1996 17:00 |     |       |                                                                         |
| Francie               | 0:0 | Česko | Old Trafford, Manchester diváci: 43877 rozhodčí: Leslie William Mottram |
|                       |     |       | Old Trafford, Manchester diváci: 43877 rozhodčí: Leslie William Mottram |

|                                                                                              |       | Penaltový rozstřel                                                               |  |
| Zinédine Zidane Youri Djorkaeff Bixente Lizarazu Vincent Guérin Laurent Blanc Reynald Pedros | 5 – 6 | Luboš Kubík Pavel Nedvěd Patrik Berger Karel Poborský Karel Rada Miroslav Kadlec |  |

| 26. červen 1996 19:30 |     |                 |                                                             |
| Německo               | 1:1 | Anglie          | Stadion Wembley, Londýn diváci: 75862 rozhodčí: Sándor Puhl |
| Stefan Kuntz 16'      |     | Alan Shearer 3' | Stadion Wembley, Londýn diváci: 75862 rozhodčí: Sándor Puhl |

|                                                                                       |       | Penaltový rozstřel                                                                      |  |
| Thomas Häßler Thomas Strunz Stefan Reuter Christian Ziege Stefan Kuntz Andreas Möller | 6 – 5 | Alan Shearer David Platt Stuart Pearce Paul Gascoigne Teddy Sheringham Gareth Southgate |  |

### Finále
| 30. červen 1996 20:00    |              |                          |                                                                    |
| Česko                    | 1:2 (prodl.) | Německo                  | Stadion Wembley, Londýn diváci: 73611 rozhodčí: Pierluigi Pairetto |
| Patrik Berger 59' (pen.) |              | Oliver Bierhoff 73', 95' | Stadion Wembley, Londýn diváci: 73611 rozhodčí: Pierluigi Pairetto |

Nejlepší střelec (celkem): Davor Šuker (Chorvatsko) – 15 gólů

Nejlepší střelec finálového turnaje: Alan Shearer (Anglie) – 5 gólů

## All-stars[3]
- David Seaman
- Andreas Köpke
- Radoslav Látal
- Laurent Blanc
- Marcel Desailly
- Matthias Sammer
- Paolo Maldini
- Didier Deschamps
- Steve McManaman
- Paul Gascoigne
- Rui Costa
- Karel Poborský
- Dieter Eilts
- Jürgen Klinsmann
- Alan Shearer
- Christo Stoičkov
- Davor Šuker
- Youri Djorkaeff
- Pavel Kuka